# Tillandsia itaubensis
Tillandsia itaubensis là một loài thuộc chi Tillandsia. Đây là loài bản địa của Brasil.